# Хълиен Бобо
Хълиен Бобо (на китайски: 赫連勃勃; на пинин: Hèlián Bóbó) е първият император на Ся, управлявал от 407 до 425 г.

## Биография
Той е роден през 381 г. като Лю Бобо в семейството на Лю Уейчън, хунски предводител, подчинен на империята Ранна Цин. По време на разпада на Ранна Цин след 383 г. Лю Уейчън установява контрол над северната част на Ордос и, макар номинално да се признава за васал на Късна Цин и Западна Йен, на практика управлява самостоятелно. През 391 г. той е разгромен от император Уей Даоу и загива, а земите му са присъединени към Северна Уей.
Въпреки че много негови родственици са избити след поражението, Лю Бобо успява да избяга при сиенбейския предводител Мо Иган, васал на Късна Цин, който го жени за дъщеря си. През 402 г. Мо Иган е разбит от войските на Северна Уей и е принуден да бяга, заедно с Лю Бобо, в двора на Късна Цин. Там той привлича вниманието на император Яо Син и през 407 г. му е поверено командването на военна част в северен Ордос. По-късно през същата година Яо Син сключва мир със Северна Уей, в резултат на което Лю Бобо се разбунтува, убива тъста си Мо Иган, обявява се за потомък на древната династия Ся и основава самостоятелната държава Ся.
През следващите месеци Лю Бобо нанася тежко поражение на Южна Лян, а след това и на Късна Цин, присъединявайки към владенията си нейните северни области. През 409 г. разбива армия на Късна Цин, водена лично от Яо Син. През 413 г. той започва строителството на крепостта Тунуан, силно укрепен град, който е важен център до X век и е единствената известна днес хунска крепост. През същата година той променя фамилното си име на Хълиен.
През 417 г. войските на империята Дзин унищожават Късна Цин, но Хълиен Бобо успява да завземе нейните западни области. По-късно през същата година той нанася тежко поражение на силите на Дзин, превзема доскорошната столица на Късна Цин Чанан и се обявява за император.
Хълиен Бобо умира през лятото на 425 г. и е наследен от сина си Хълиен Чан.